# 四張犁戰役 (1863年)
四張犁戰役，戴潮春事件系列戰役之一，發生於臺灣清領時期同治二年（1863年）農曆正月下旬至二月二十七日，天地會在第三次大甲土城戰役失利，官民軍趁勝追擊，前署理淡水同知張世英遣派廣東籍勇首羅冠英、廖廷鳳剿撫岸裡社一帶依附天地會的客籍村莊，直取四張犁（今臺中市北屯區）。:849-850

## 背景
同治元年（1862年）春，四張犁鄉紳戴潮春偕天地會部眾倡亂，獲得臺灣中部彰化縣、嘉義縣境各處地主股首響應，因天地會自稱「紅英兄弟」，遂以紅旗軍為幟，而依附朝廷官軍的村莊勢力則豎立白旗，雙方鏖戰多時，互有勝敗。

日治時期臺灣總督府於 1915 年頒布的臺中廳行政圖，行政區域範圍和清領時期 1723 年至 1875 年間的彰化縣大致相仿。

大甲溪為以北在清領時期被劃為淡水廳、以南則為彰化縣:54-55，其中大甲土城位於官民軍與天地會勢力交戰的前線，此處屬「北路」軍務段，由竹塹總辦團練林占梅主理，候補道區天民負責籌措糧餉。淡水廳同知之為原由張世英在戰亂中代理出缺，逢同年秋七月間鄭元走馬上任淡水廳同知，林占梅便延請張世英移駐翁仔社（今臺中市豐原區翁子里、翁明里、翁社里:112）一帶屯兵，並與周遭的東勢角、翁仔社等民練一同協防天地會。
同治元年（1862年）農曆閏八月十四至廿八日，張世英聯合翁仔社民練發起葫蘆墩戰役，勇首羅冠英、廖世元（廖細元）、廖廷鳳等攻克葫蘆墩，原本一度有直取戴潮春大本營四張犁的態勢，卻因一路遭到岸裡地區（今臺中市神岡區）的客家村莊的突襲，惟後與天地會林日成在圳寮短兵相接，羅冠英等猝不及防，只得退守葫蘆墩，民軍首領之一廖世元也在此役負傷身亡。:848-849

## 前哨戰

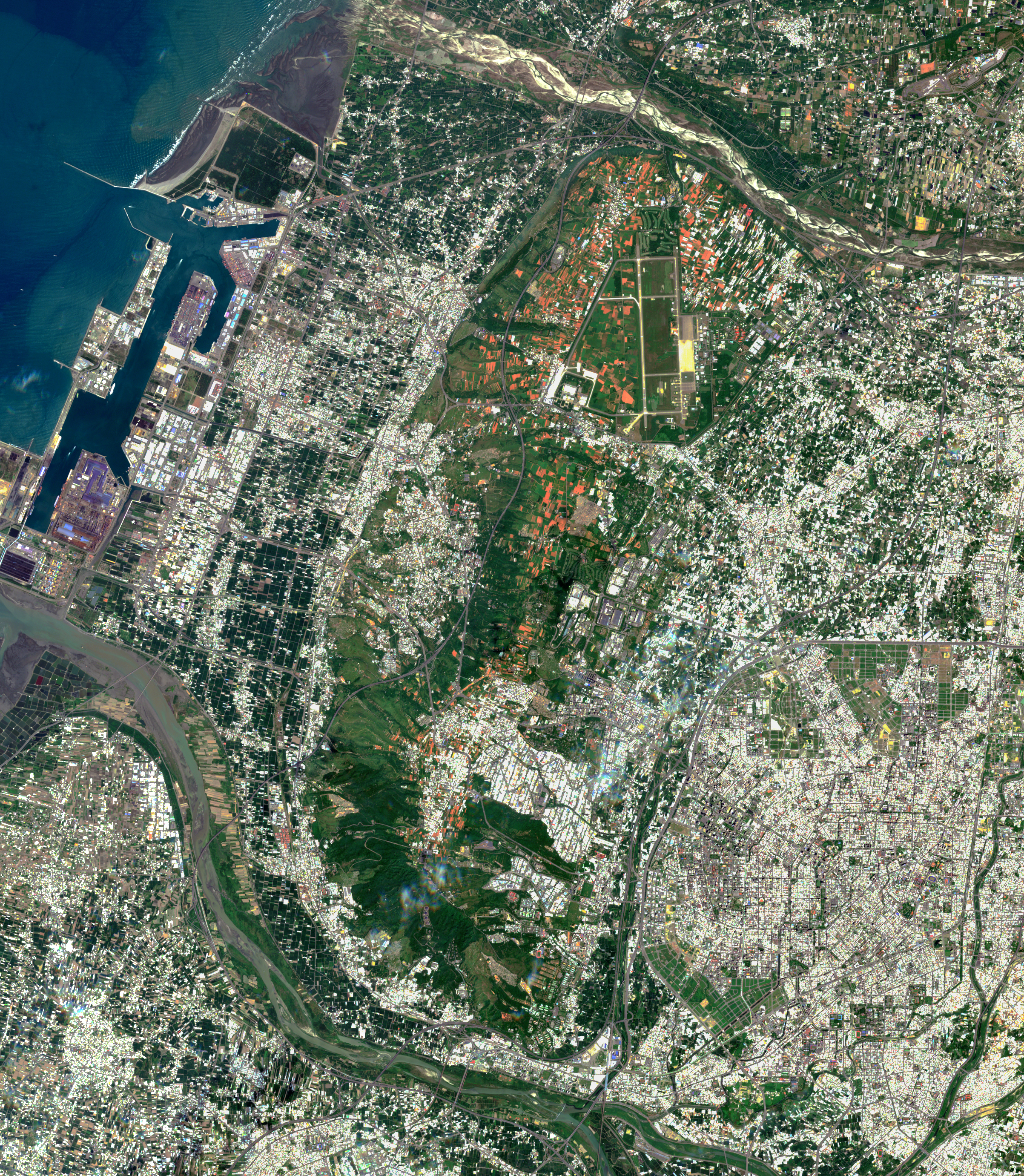
臺灣臺中市大肚山台地的航照圖，攝於2020年9月7日。

同治元年（1862年）十一月間，天地會戴潮春進攻大甲土城受挫，無奈撤軍，而翌年（1863年）正月十三日，天地會另外一名首領林日成再度集結兵力，揮軍進攻大甲土城。林日成部隊在戰役初期佔上風，不過卻在鐵砧山下（今臺中市大甲區）遭到炮擊，林日成負傷後撤軍四塊厝，撤退之際，卻遭到官民白旗軍兵分大肚山東西兩側的追剿。

## 過程
同治二年（1863年）二月，張世英兵發葫蘆墩一帶，討剿在大肚山以東的天地會紅軍，羅冠英與廖廷鳳先是攻下馬公厝（馬崗厝，今臺中市大雅區三和里），沿葫蘆墩支圳，有員林、橫山、浮圳、東門與南門進攻。二月初五日，取新廣庄（原岸裡張家墾域，今臺中市神岡區）。二月十六日，克壩仔莊（今臺中市大雅區）。:850
張世英與羅冠英順勢進攻四張犁，意欲奪下戴潮春位於四張犁的大本營，當是時，戴潮春早已攜眷南下斗六門，四張犁戴潮春宅邸由親信陳梓生駐守，陳梓生倚仗戴宅銃樓，連連退卻官民白軍，官民軍死傷慘重，羅冠英鑒於苦戰多日，遂先設法阻斷四張犁戴宅水道，使紅軍無水可飲，戰意漸弱，趁二月二十七日黃昏，派員自地道鑽入戴潮春宅邸，埋火藥引爆戴宅，趁紅軍大亂，白軍趁隙攻克四張犁。戴宅既破，周遭的村莊也一一向羅冠英部隊投降。

## 後續

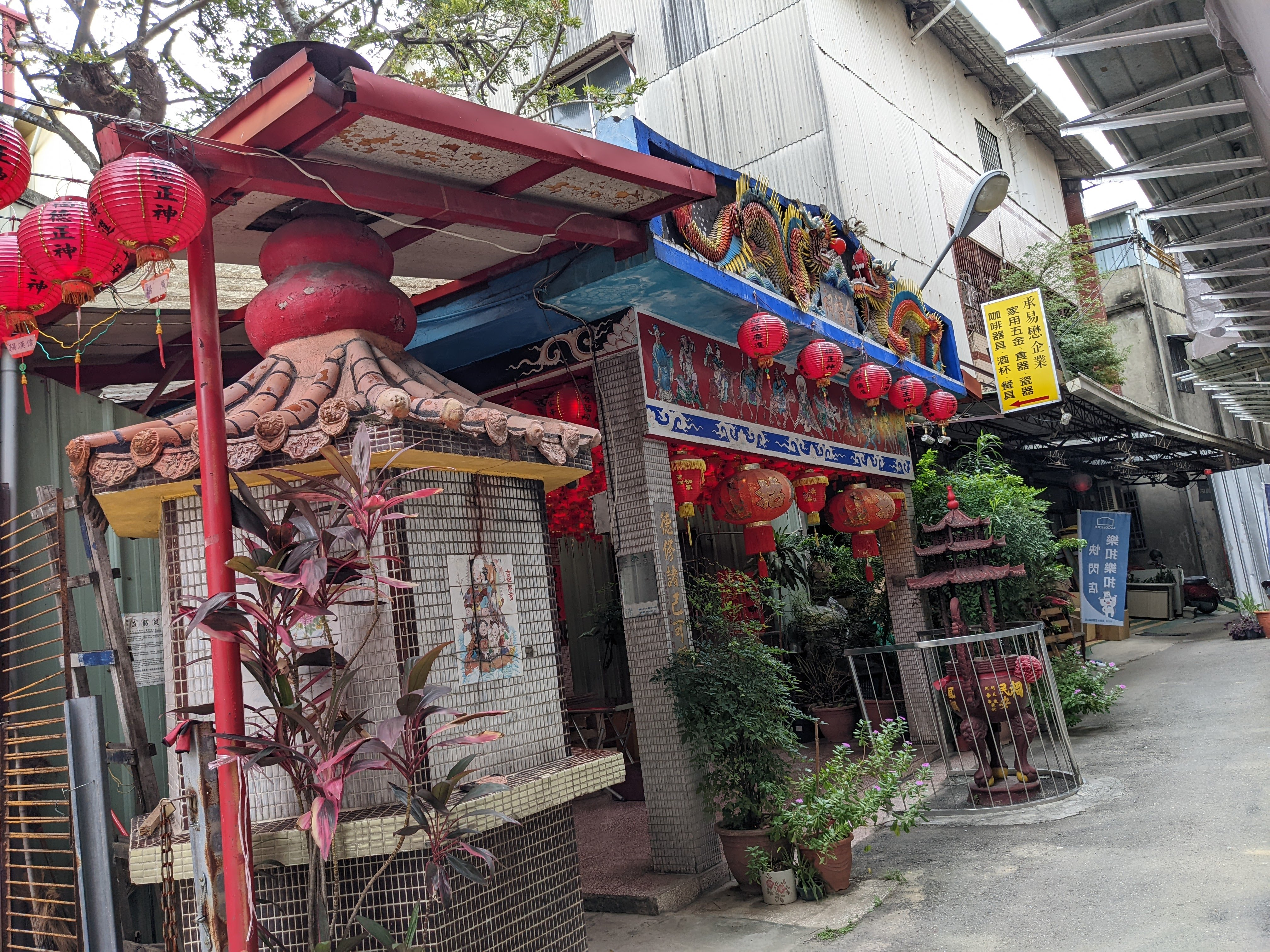
戴潮春宅邸約位於今臺中市北屯區豐樂路17巷18弄附近，現已不存，故址一帶設有四張犁合福祠祭奠戴潮春的鬼魂。

- 羅冠英攻下四張犁，戴宅所藏武器、糧米甚多，戰果豐碩[2]，並拾獲名簿、帥印以及旗幟等，後一舉焚毀戴潮春家族祖墳。[9]:70
- 羅冠英原想持續揮軍，攻打林日成位在四塊厝（今臺中市霧峰區五福里、四德里）的根據地，但遭到天地會廖安然、陳九武（陳狗母）的奮勇頑抗，只得罷兵。[3]

## 其他
約莫同一時期的大肚山以西至海濱，則有游擊陳捷元、竹塹勇首蔡宇揮軍追擊，接連擊潰天地會「鎮港」將軍陳在以及水師寮何守（水師寮位於今臺中市龍井區的龍泉里、龍岡里:115），奪下牛罵頭與梧棲港。:850